# Atletisme als Jocs Olímpics d'Estiu de 1904 - 200 metres homes
Els 200 metres masculins va ser una de les proves d'atletisme disputades durant els Jocs Olímpics de Saint Louis de 1904. La prova es va córrer el 31 d'agost de 1904, prenent-hi part 5 atletes de dues nacions diferents.

## Medallistes
| Or          | Plata              | Bronze           |
| Archie Hahn | Nathaniel Cartmell | William Hogenson |

## Rècords
Aquests eren els rècords del món i olímpic (en segons) que hi havia abans de la celebració dels Jocs Olímpics de 1904.
| Rècord del Món | 21,4" (*)  | Jim Maybury      | Chicago (USA) | 5 de juny de 1897    |
| Rècord olímpic | 22,2" (**) | Walter Tewksbury | París (FRA)   | 22 de juliol de 1900 |

(*) no oficial, 220 iardes (= 201.17 m)
(**) Aquest rècord es va fer en un estadi amb una pista de 500 metres de circumferència.
Archie Hahn a la primea sèrie iguala el rècord olímpic. A la final el superarà, i farà un nou rècord olímpic, amb 21,6".

## Resultats

### Sèries
Els dos primers classificats de cada sèrie passen a la final.
Sèrie 1
| Posició | Atleta             | Temps      |
| ------- | ------------------ | ---------- |
| 1       | Archie Hahn        | 22,2" =OR  |
| 2       | Nathaniel Cartmell | desconegut |

Sèrie 2
| Posició | Atleta           | Temps      |
| ------- | ---------------- | ---------- |
| 1       | William Hogenson | 22,8"      |
| 2       | Fay Moulton      | desconegut |
| 3       | Bobby Kerr       | desconegut |

### Final
| Posició | Atleta             | Temps      |
| ------- | ------------------ | ---------- |
| Or      | Archie Hahn        | 21,6" OR   |
| Plata   | Nathaniel Cartmell | 21,9"      |
| Bronze  | William Hogenson   | desconegut |
| 4       | Fay Moulton        | desconegut |

OR: Rècord Olímpic